# 幸田弘子
幸田 弘子（こうだ ひろこ、本名：三善 弘子（旧姓：臼田）、1932年〈昭和7年〉8月29日 - 2020年〈令和2年〉11月24日）は、日本の女優、声優、朗読家。東京都出身。
夫は音楽評論家で東京音楽大学名誉教授の三善清達。長女は中央線沿線文化に関する著書などの多いエッセイストの三善里沙子。

## 経歴
女子美術大学卒業。
1953年NHK東京放送劇団に5期生として入り、舞台・放送で女優として活動。1976年の連続テレビ小説「雲のじゅうたん」に出演。また、NHKラジオで主演した音楽詩劇「オンディーヌ」（三善晃作曲）で文部大臣賞、イタリア賞大賞受賞。
舞台で古典から現代文学作品までの朗読を続け、1977年から毎年「幸田弘子の会」を開催、樋口一葉を中心に、『源氏物語』や泉鏡花・森鷗外・夏目漱石・堀辰雄・瀬戸内寂聴の作品などを舞台で朗読。
舞台朗読という新しい分野を確立した功績に対し、1981年、1982年、1984年と続けて文化庁芸術祭優秀賞受賞。1985年一葉の『十三夜』『大つごもり』などで芸術選奨文部大臣賞、1995年毎日芸術賞、1996年紫綬褒章、2002年藤村記念歴程賞受賞。1991年より国語審議会委員を三期つとめる。
1991年4月13日、「一枚の写真」（フジテレビ）に出演。
2003年秋旭日小綬章受章。1999年より『源氏物語』、『おくのほそ道』などによる「古典を読む」会の連続公演も開始。
2001年から「源氏語り五十四帖」と題して『源氏物語』の原文を、彩の国さいたま芸術劇場で読み始めた。
2020年11月24日6時26分、くも膜下出血のため、死去。88歳没。

## 著書
- 『朗読の楽しみ 美しい日本語を体で味わうために』（光文社、2002年7月）

## 出演作品

### カセット
- 落葉の隣り（山本周五郎、新潮社、1987年1月、新潮カセットブック）
- ヴィヨンの妻（太宰治 新潮社、1987年12月、新潮カセットブック）
- 樋口一葉集 1-2（筑摩書房 1988年9月、ちくまカセットコレクション）
- 鑑賞百人一首（吉原幸子現代詩訳、平凡社、1988年11月、平凡社カセットライブラリー）
- 仏のみち（瀬戸内寂聴、平凡社、1988年12月、平凡社カセットライブラリー）
- はるかなり巡礼の道（瀬戸内寂聴、平凡社、1989年1月、平凡社カセットライブラリー）
- にごりえ・たけくらべ（樋口一葉、新潮社、1990年10月、新潮カセットブック）
- 源氏物語（新潮社、1991年 - 2001年、新潮カセットブック）

### テレビドラマ
- 松本清張シリーズ・黒の組曲 第37話「噂始末」（1962年、NHK） - 島倉多美 役
- 次郎物語（1964年 - 1966年、NHK） - お延 役
- 竜馬がゆく（1968年、NHK） - 千鶴 役
- 朱鷺の墓（1970年、NHK） - 小夜 役
- 雲のじゅうたん（1976年、NHK） - 小野間たき 役

### 吹き替え
- おとぎの国 - シャーリー・テンプル
- ひとすじの道　「祝福された夜」 - 先生/マリーン・オサリバン
- ルート66
  - 「涙なき女」 - マーサ・ハイヤー
- 南海のテリー -  母/レーナ・グランハーゲン
- モンパルナスの灯 - ジャンヌ/アヌーク・エーメ　※NHK版
- 泣きぬれた天使 - ミッシェル・アルファ　※NHK版
- 旅愁　- ジェシカ・タンディ　※NHK版
- 沿岸警備隊 - 母
- 美しき冒険 - ドロシー/リゼロッテ・ブルファー
- 或る殺人 -  エバ・アーデン
- エルザの仲間たち - ヴァージニア・マッケンナ
- 刑事コロンボ 意識の下の映像 - ノリス夫人 役
- ローマの休日（テレビ朝日版） - ヴィアルバーグ伯爵夫人 役